# Jean-Gabriel Legendre
Pour les articles homonymes, voir Legendre.
Jean-Gabriel Legendre, né à Valognes en 1714 et mort en août 1770, est un ingénieur des ponts et chaussées français.

## Biographie
Jean-Gabriel Legendre, d’abord sous-ingénieur à Tours, fut nommé en 1744 ingénieur de la généralité de Châlons, et en 1758 il produisit un mémoire important sur la corvée. 
En 1749 il épousa Marie Charlotte Volland (1730-1768), la sœur cadette de Sophie Volland. Ils eurent plusieurs enfants, dont une fille, Élisabeth Henriette Le Gendre (1750-1785), mariée en 1770 à Jacques Marie Digeon (c. 1740-1815).
En 1754 il produisit un plan de réaménagement de Reims, dont la Place Royale avec le bâtiment qui deviendra la Sous-préfecture de Reims. Il fut aussi l'architecte de l'Hôtel des Intendants de Champagne de Châlons.

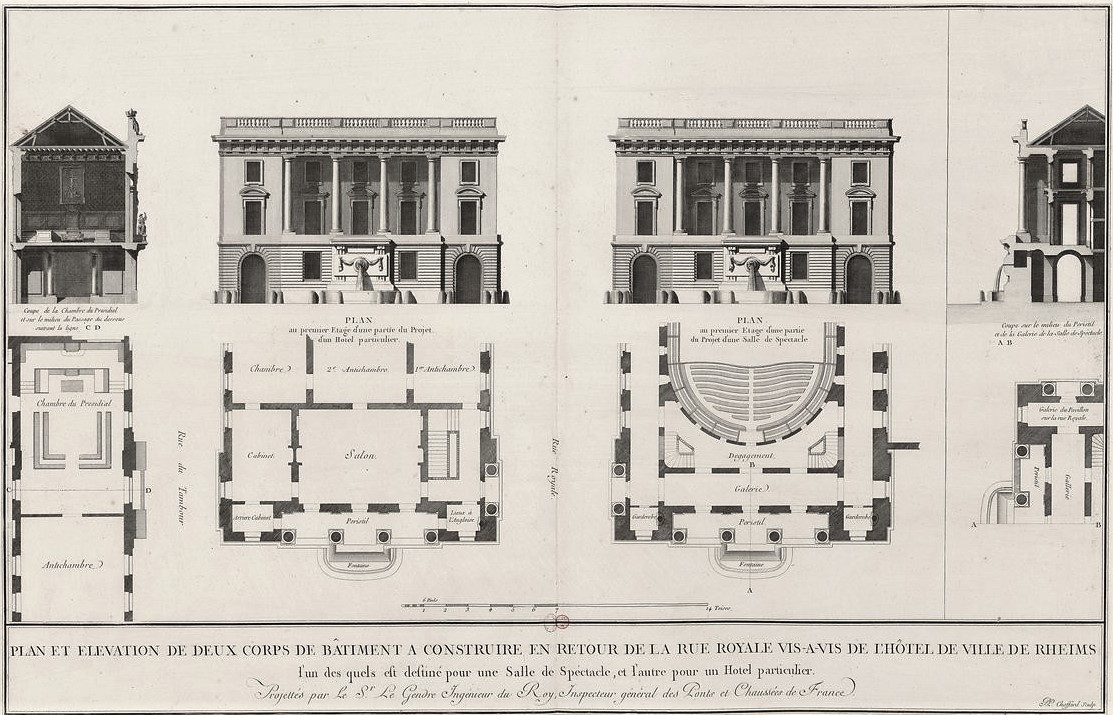
Dessin de la Place royale,
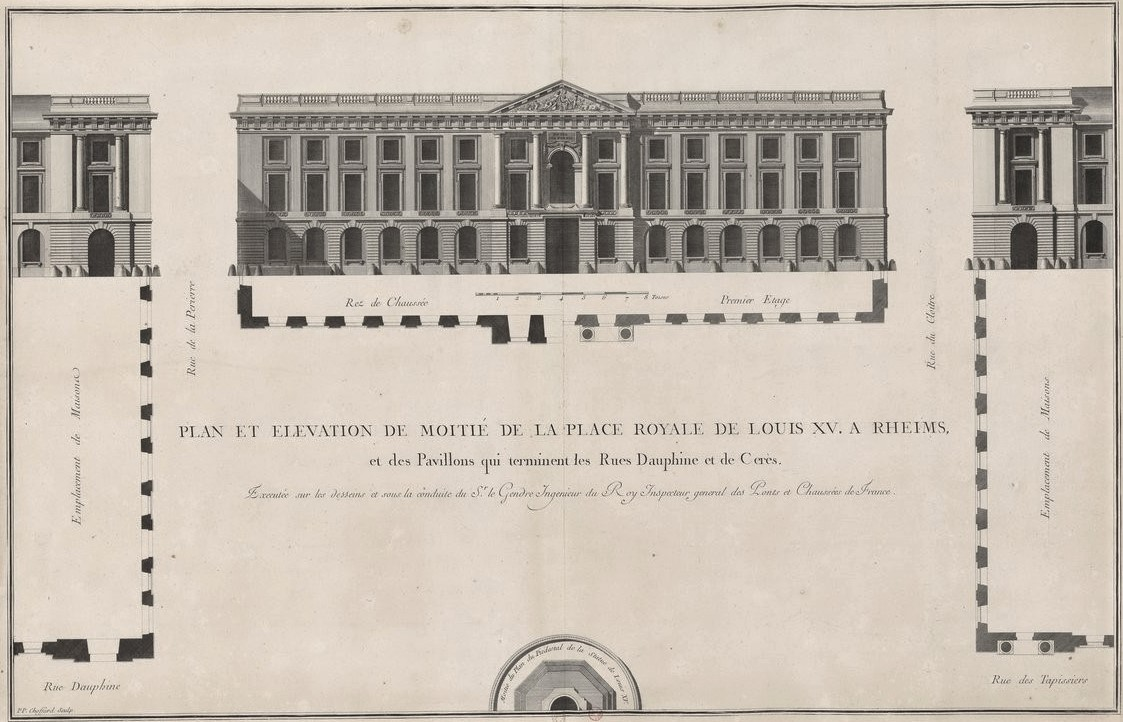
et de l’Hôtel d'intendance.

Un arrêt du conseil du 16 juillet 1762 le chargea de faire, avec le directeur des fortifications de Mézières, l'étude d'un canal de jonction de l'Oise à la Meuse, par l'Aisne et la Bar.
Le 10 mars 1763, il fut nommé inspecteur général en remplacement de Jean-Rodolphe Perronet, élevé au grade de premier ingénieur, mais il resta néanmoins chargé de l’étude du canal de la Meuse à l’Aisne, et il en produisit le projet en 1767.